# Choroterpes pacis
Choroterpes pacis is een haft uit de familie Leptophlebiidae. De wetenschappelijke naam van de soort is voor het eerst geldig gepubliceerd in 1991 door Sartori.
De soort komt voor in het Afrotropisch gebied.